# Isabel de Maiorca
Isabel de Maiorca (em castelhano:  Isabel de Mallorca; 1337 — Castelo de Gallargues, após 1403) foi rainha titular de Maiorca e condessa de Rossilhão e Cerdanha. Foi também marquesa consorte de Monferrato como a segunda esposa de João II de Monferrato. 

## Família
Isabel foi a única filha, segunda e última criança nascida do rei Jaime III de Maiorca e de Constança de Aragão, sua primeira esposa. Seus avós paternos eram o infante Fernando de Maiorca e sua primeira esposa, Isabel de Sabran. Seus avós maternos eram o rei Afonso IV de Aragão e Teresa de Entença, sua primeira esposa.
Isabel teve um único irmão, Jaime IV de Maiorca, sucessor do pai como rei titular de Maiorca, e rei consorte de Nápoles como o terceiro marido da rainha Joana I de Nápoles.
Após a morte de Constança, Jaime III casou-se com Iolanda de Vilaragut.

## Biografia
Em 25 de outubro de 1349, seu pai foi morto durante a Batalha de Llucmajor, na qual foi derrotado pelo rei Pedro IV de Aragão, o que resultou na perda do Reino de Maiorca.
Logo após a batalha, Isabel, seu irmão e sua madrasta foram capturados por Pedro IV. Isabel e Iolanda foram confinadas no convento de Clarissans, na Valência. Anos mais tarde, em 1358 ou em 1359, ela foi libertada graças aos esforço de sua madrasta, sob a condição de que Isabel renunciasse a seus direitos sucessórios a Maiorca.
Em seguida, seu casamento com o marquês João II foi arranjado por Iolanda, que na época viva na corte de Monferrato. Eles se casaram em 4 de setembro de 1358, em Montpellier, na França. João era filho de Teodoro I de Monferrato e de Argentina Spínola. Antes dela, João foi casado com Cecília de Comminges, que morreu sem filhos.
Após o falecimento de seu marido, em 1372, Isabel passou a apoiar o irmão Jaime em suas campanhas militares, como quando ele invadiu Aragão em 1374, em uma tentativa de reivindicar o trono de Maiorca.
Jaime morreu em fevereiro de 1375. A partir daí, Isabel assumiu a pretensão ao título de rainha titular de Maiorca.
Em 1375, ela casou em segredo com Conrado de Reischach e Jungnau, com quem teve um filho, Miguel. Logo, se separaram em 1376.
Em 1378 ou 1379, Isabel vendeu os seus direitos ao reino de Maiorca, a Cerdanha, ao Principado da Acaia, e ao senhorio de Klarentza a Luís I, Duque de Anjou. Em troca, ela recebeu o castelo de Gaillargues, além de uma pensão anual.
A rainha faleceu após os 60 anos de idade, em alguma data posterior a 1403, no Castelo de Gallargues, na França.

## Descendência
De seu primeiro casamento:
- Otão III de Monferrato ou Secondotto (1361 - 16 de dezembro de 1378), foi sucessor do pai como marquês. Foi o segundo marido de Iolanda Visconti. Sem descendência;
- João III de Monferrato (m. 25 de agosto de 1381), foi sucessor do irmão como marquês. Não se casou e nem teve filhos.
- Teodoro II de Monferrato (1364 - 18 de agosto de 1418), foi sucessor de João III como marquês. Sua primeira esposa foi Argentina Malaspina. Sua segunda esposa foi Joana de Bar, e por último, foi casado com Margarida de Saboia, com quem teve dois filhos;
- Guilherme de Monferrato (m. junho de 1400);
- Margarida de Monferrato (m. 1420), esposa do conde Pedro II de Urgel. Teve descendência.

De seu segundo casamento:
- Miguel de Reischach e Jungnau.